# Pleurodiscus balmei
Pleurodiscus balmei is een slakkensoort uit de familie van de Pleurodiscidae. De wetenschappelijke naam van de soort is voor het eerst geldig gepubliceerd in 1835 door Potiez & Michaud.